# Kościół Najświętszego Serca Jezusowego w Małkini Górnej
Kościół Najświętszego Serca Pana Jezusa – rzymskokatolicki kościół parafialny należący do dekanatu Ostrów Mazowiecka – Wniebowzięcia NMP diecezji łomżyńskiej.

## Historia
Obecna murowana świątynia w stylu neogotyckim została wzniesiona w latach 1906-1909 dzięki staraniom księdza proboszcza Leona Gościckiego; pobłogosławiona została w dniu 1 sierpnia 1909 roku przez księdza prałata Aleksandra Rzewnickiego; konsekrowana została w dniu 4 września 1913 roku przez arcybiskupa Antoniego Juliana Nowowiejskiego. 

### Remonty kościoła
W latach 1979–1986 dzięki staraniom księdza proboszcza Czesława Domela świątynia została odnowiona wewnątrz i wieża została pokryta blachą miedzianą. 
W latach 1998–2005 dzięki staraniom księdza proboszcza Radzisława Ambroziaka został przeprowadzony gruntowny remont wieży i zewnętrznych ścian świątyni oraz dachu. 
W latach 2005–2009 dzięki staraniom księdza proboszcza Tadeusza Kaczyńskiego zostało wykonane ogrzewanie świątyni, został przeprowadzony remont wieży i część dachu została pokryta blachą miedzianą oraz wykonano chodnik wokół świątyni. 
W latach 2010–2015 dzięki staraniom tego samego proboszcza został wyremontowany dach i wieża na świątyni, został założony nowy dach nad prezbiterium i kaplicą boczną, zostało zainstalowane ogrzewanie świątyni; zostały wykonane: witraże, ołtarze boczne, konfesjonały i ławki w świątyni, został ułożony chodnik procesyjny.